# Christian Dussey
Christian Dussey (* 1966) ist ein Schweizer Diplomat und seit April 2022 Direktor des Nachrichtendienstes des Bundes (NDB).

## Karriere
Der Walliser Dussey schloss 1990 sein Studium der Wirtschafts- und Sozialwissenschaften an der Universität Freiburg ab. Er studierte Internationale Beziehungen an der «School of Foreign Service» an der Georgetown-Universität in Washington, D.C. und an der «Fletcher School of Law and Diplomacy» an der Universität Boston, wo er 2003 einen Master-Abschluss in internationalen Beziehungen erwarb.
Nach fünf Jahren beim damaligen strategischen Nachrichtendienst des Verteidigungsdepartements trat er 1996 ins Aussendepartement über und absolvierte seinen Stage in Prag. 1997 kehrte er als diplomatischer Mitarbeiter der Politischen Abteilung II der Politischen Direktion in die Zentrale zurück und im Jahr 1999 war er diplomatischer Assistent von Bundespräsidentin Ruth Dreifuss.
Im Jahr 2000 wurde er als Botschaftsrat an die diplomatische Vertretung in Moskau versetzt und kehrte im Jahr 2004 als Leiter der Sektion Internationale Sicherheit in der Politischen Direktion nach Bern zurück. Ab Januar 2008 war er stellvertretender Leiter der Politischen Abteilung VI (Auslandschweizer) und seit Januar 2010 war er Leiter des Krisenmanagementzentrums in der Politischen Direktion in Bern, mit dem Titel eines Botschafters. In dieser Rolle arbeitete er an der Befreiung der von Taliban in Pakistan entführten Schweizer Daniela Widmer und David Och mit.
Im akademischen Jahr 2012/2013 war er Fellow an der Harvard University. Per 1. August 2013 wurde er zum Direktor des Genfer Zentrums für Sicherheitspolitik (GCSP) in Genf mit dem Titel eines Botschafters ernannt, und per 11. Dezember 2020 zum Schweizer Botschafter in Iran.
Neben seiner diplomatischen Karriere war er auch Generalstabsoffizier in der Schweizer Armee.
Am 10. November 2021 ernannte der Bundesrat Dussey auf Antrag von Bundesrätin Viola Amherd zum Direktor Nachrichtendienst des Bundes per 1. April 2022 in Nachfolge von Jean-Philippe Gaudin. Im Februar 2025 wurde bekannt, dass Dussey seine Kündigung als NDB-Direktor eingereicht hat. Er werde noch bis Ende März 2026 im Amt bleiben.